# Vicki Baum

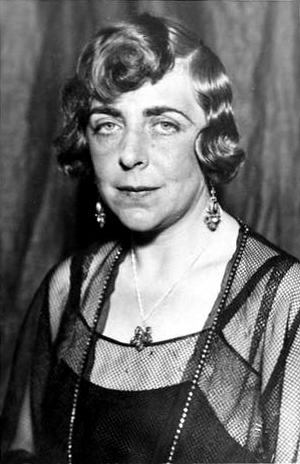
Vicki Baum, lata 30. XX wieku

Vicki Baum (właśc. Hedwig Baum; ur. 24 stycznia 1888 w Wiedniu, zm. 29 sierpnia 1960 w Los Angeles) – austriacka pisarka i harfistka.
Studiowała grę na harfie w latach 1898–1904, koncertowała w wielu miastach Niemiec 1913-1923. Od roku 1919 publikowała powieści, z których niektóre zostały sfilmowane.
Była dwukrotnie zamężna: 1909-1913 z pisarzem Maxem Prelsem, od 1917 z dyrygentem Richardem Lertem.
W roku 1931 wyjechała do USA, 1938 otrzymała obywatelstwo amerykańskie.
W roku 1933 jej książki zostały spalone na stosach w miastach niemieckich.

## Dzieła
- 1919: Frühe Schatten
- 1920: Der Eingang zur Bühne
- 1921: Die Tänze der Ina Raffay
- 1922: Die anderen Tage
- 1923: Die Welt ohne Sünde
- 1924: Ulle der Zwerg
- 1926: Tanzpause
- 1927: Hell in Frauensee
- 1927: Feme
- 1928: Stud. chem. Helene Willfüer
- 1929: Menschen im Hotel (Ludzie w hotelu – „Kurier Wileński” 1936; PIW 1986)
- 1930: Zwischenfall in Lohwinckel („Zdarzenie w Lohwinckel” – Towarzystwo Wydawnicze „Rój” 1933, tłumaczenie: Maria Zawadzka)
- 1930: Miniaturen
- 1931: Pariser Platz 13
- 1935: Das große Einmaleins / Rendezvous in Paris
- 1936: Die Karriere der Doris Hart (Miłość Doris Hart; Kariera Doris Hart. Lwów: J. Reindel [1937])
- 1937: Liebe und Tod auf Bali
- 1937: Hotel Shanghai
- 1937: Der große Ausverkauf[1].
- 1939: Die große Pause
- 1940: Es begann an Bord
- 1943: Kautschuk / Cahuchu, Strom der Tränen
- 1943: Hotel Berlin/ Hier stand ein Hotel
- 1946: Verpfändetes Leben
- 1947: Schicksalsflug
- 1949: Clarinda
- 1951: Vor Rehen wird gewarnt
- 1953: The Mustard Seed
- 1953: Kristall im Lehm
- 1954: Marion
- 1956: Flut und Flamme
- 1957: Die goldenen Schuhe
- 1962: Es war alles ganz anders

## Zekranizowane utwory
- 1932 – Menschen im Hotel (Grand Hotel) – reż. Edmund Goulding
- 1940 – Dance, Girl, Dance – reż. Dorothy Arzner
- 1945 – Hotel Berlin – reż. Peter Godfrey
- 1945 – Weekend im Waldorf (Weekend at the Waldorf) – reż. Robert Z. Leonard
- 1949 – Die Karriere der Doris Hart (La belle que voilà) – reż. Jean Pierre Le Chanois
- 1950 – Rendezvous in Paris – reż. René Clément – na podstawie powieści „Das große Einmaleins”
- 1950 – Verträumte Tage (L’aiguille rouge) – reż. Emil E. Reinert – na podstawie noweli „Das Joch”
- 1955 – Reif auf jungen Blüten (Futures vedettes) – na podstawie powieści „Eingang zur Bühne” – reż. Marc Allégret
- 1956 – Studentin Helene Willfüer – reż. Rudolf Jugert
- 1956 – Liebe – reż. Horst Hächler – na podstawie powieści „Vor Rehen wird gewarnt”
- 1959 – Menschen im Hotel (Grand Hotel) – reż. Gottfried Reinhardt